# Блајхах
Блајхах (њем. Blaichach) општина је у њемачкој савезној држави Баварска. Једно је од 28 општинских средишта округа Обералгој. Према процјени из 2010. у општини је живјело 5.592 становника. Посједује регионалну шифру (AGS) 9780115.

## Географски и демографски подаци
Блајхах се налази у савезној држави Баварска у округу Обералгој. Општина се налази на надморској висини од 737 метара. Површина општине износи 50,0 km².

## Становништво
У самом мјесту је, према процјени из 2010. године, живјело 5.592 становника. Просјечна густина становништва износи 112 становника/km².